# Silas (Fernsehserie)
Silas war im Jahr 1981 die dritte Weihnachtsserie des ZDF. Silas machte den damals 13-jährigen Patrick Bach bekannt. Die Serie basiert auf dem Roman Silas (Originaltitel: Silas og den sorte hoppe) von Cecil Bødker. Regie führte Sigi Rothemund.

## Handlung
Silas wurde als Kleinkind an einen Wanderzirkus verkauft. Nun ist er ein Teenager und soll gegen seinen Willen das Säbelschlucken lernen. Weil ihm ständig Züchtigungen angedroht werden und der Zirkusdirektor Philipp droht, ihm die Sehnen an den Füßen durchzuschneiden, damit er nicht abhauen kann, flieht er.
Mit seiner forschen Art kann Silas den Bauern Bartolin nicht nur dazu überreden, ihn bei sich übernachten zu lassen, sondern gewinnt bei einer Wette dessen besten schwarzen Hengst. Mit „dem Schwarzen“ reitet Silas dem tobenden Bartolin, der die Wette nicht anerkennen will, davon.
Der Gauner Emanuel erkennt den Hengst wieder und lädt Silas zu einer Mahlzeit ein. Emanuel möchte ihm das Pferd für 200 Silberstücke abkaufen, aber Silas lehnt ab. Emanuels Frau Teresa mischt deshalb Schlafmittel in einen Krug Bier, den sie Silas zum Trinken anbietet. Emanuel setzt den schlafenden Silas in einem Boot auf dem Fluss aus und will den Hengst auf dem Markt verkaufen.
Als Silas aufwacht, sieht er Philipp, der dem blinden Mädchen Maria die gerade gemolkene Milch stehlen will. Er greift ein, doch Marias Mutter, eine Fischersfrau, verkennt die Situation, nimmt ihn im Boot mit nach Hause und sperrt Silas in einen Holzkäfig. Er erzählt den Fischersleuten vom Zirkus und bringt sie so auf die Idee, Maria als blinde Wahrsagerin an den Zirkus zu verkaufen. Die enttäuschte Maria versucht in der Nacht, Silas zu töten, als er  auf einer Flussinsel schläft. Da erkennt Silas zum ersten Mal, dass es Menschen gibt, die noch viel schlechter dran sind als er selbst.
Auf seinem weiteren Weg lernt er den Kuhhirten „Bein“-Godik kennen, der Silas’ Geschichte bereits vom Hörensagen kennt und ihm erzählt, dass der Schwarze auf dem Markt versteigert werden soll. Silas trifft dort nicht nur den Zirkus wieder, sondern sieht auch zum ersten Mal die „Pferdekrähe“; eine alte Frau, die von Diebstahl lebt und das kleine Mädchen Jenny entführt. Silas kann sich den bereits an den Krämer verkauften Hengst zurückholen und reitet davon. Godik folgt ihm mit seinem gestohlenen Pony. Fortan versuchen Silas und Godik, gemeinsam ihren Lebensunterhalt zu bestreiten. Silas übt sich als Kunstreiter und Flöter. Der Winter naht und sie finden Unterschlupf auf dem Dachboden eines Hauses bei einer Frau, die „die Taube“ genannt wird. Bein-Godik schnitzt aus Treibholz Geschirr, das Silas auf dem Markt verkauft.
Die Freunde finden im Haus hinter Holzscheiten 40 Silberbarren, die vom Müller geschmuggelt werden. Dieser scheinbar unermessliche Schatz, der ihnen ein unbeschwertes Leben bescheren könnte, bringt sie in höchste Gefahr, denn die Taube und ihre Kumpanen wollen Silas und Godik umbringen, weil sie von der Schmuggelei wissen. Neuerlich fliehen die Freunde und kommen zu einem abgelegenen Haus am Meer. Dort treffen sie Jenny wieder, die dort gefangen gehalten wird. Silas und Bein-Godik beschließen, gemeinsam mit Jenny ihre Flucht fortzusetzen.
Silas rettet die Einwohner einer Stadt vor einem wilden Bären. Er möchte den Bären kaufen, doch niemand glaubt ihm, dass er das Geld ehrlich verdient hat. Deshalb kommt er ins Gefängnis. Währenddessen wartet die Taube im Hafen auf die Pferdekrähe. Als diese ankommt, geraten die beiden Frauen in Streit, in dessen Folge sich ein Schuss löst. Die Pferdekrähe wird verhaftet und landet bei Silas im Gefängnis. Die beiden schließen Frieden, obwohl sie eigentlich Todfeinde sind.
Als Silas frei ist, bringen er und Bein-Godik Jenny zurück zu ihrer Familie. Bein-Godik hat beschlossen, auch wieder nach Hause zurückzukehren und möchte Silas unbedingt mitnehmen. Silas folgt ihm zögernd. Er wird von Bein-Godiks Mutter mit offenen Armen aufgenommen. Sie näht ihm eine Winterjacke, und vom Otterjäger bekommt er eine Otterfellmütze geschenkt. Doch Silas ist das zu viel, er kann mit so viel Geborgenheit nicht umgehen. Er entschließt sich, erneut zu fliehen, und lässt einen sehr traurigen Bein-Godik zurück.
Auf seiner erneuten Flucht trifft er auf die Kaufmannsfamilie Sandal, die er vor einem großen Schaden bewahrt. Zum Dank lädt der Kaufmann Silas in die Hauptstadt ein. Silas nimmt die Einladung an, möchte aber auf keinen Fall länger als eine Woche bleiben. Während dieser Zeit macht er u. a. Bekanntschaft mit Sandals Sohn Japetus, der ihm die Stadt zeigt. Im Hafen der Stadt, dem Quartier der Armen und Bettler, werden die beiden von Straßenjungen bedrängt, und so kommt es zu einer Schlägerei. Der Lagerverwalter Sandals, Karneol, greift ein und kann so Schlimmeres verhindern.
Doch die Gefahr für die Jungen ist noch nicht gebannt. Die Pferdekrähe hat nämlich einen Bettler namens Baldrian auf Silas angesetzt. Dieser lockt die beiden Jungen auf ein Boot und sperrt sie ein. Der Plan der Pferdekrähe sieht vor, von Japetus’ Vater Lösegeld für die Jungen zu erpressen. Doch als die von Herrn Sandal benachrichtigte Polizei am Hafen eintrifft, hat die Pferdekrähe bereits Segel gesetzt und ist mit den Jungen auf hoher See. Dank Karneol gelingt es trotzdem, dem bösen Treiben ein Ende zu setzen.
Dank der Köchin der Kaufmannsfamilie erfährt Silas, dass Bein-Godik in der Stadt ist. Doch nur dank Baldrians Hinweis, wo Bein-Godik steckt, findet Silas seinen Freund. Dieses Wiedersehen bedeutet gleichzeitig, Abschied von der Kaufmannsfamilie zu nehmen.

## Episodenliste
Die Serie Silas besteht aus 6 Folgen.
| Nummer | Episodentitel                                      | Erstausstrahlung  |
| ------ | -------------------------------------------------- | ----------------- |
| 1      | Auf der Flucht                                     | 25. Dezember 1981 |
| 2      | Zwei Freunde schlagen sich durch                   | 26. Dezember 1981 |
| 3      | Die beiden Freunde retten Jenny                    | 27. Dezember 1981 |
| 4      | Silas muss ins Gefängnis                           | 28. Dezember 1981 |
| 5      | Silas wird in die Hauptstadt eingeladen            | 29. Dezember 1981 |
| 6      | Entführung, Erpressung – und ein glückliches Ende? | 30. Dezember 1981 |

## Drehorte
Gedreht wurde die Serie in Auray, Locronan, Vannes (Bretagne), Caen, Honfleur (Normandie) in Frankreich. 

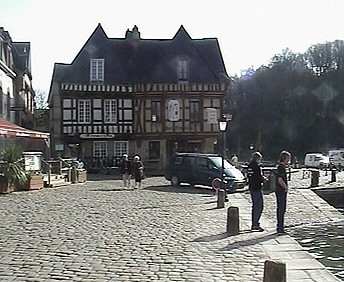
Die bretonische Stadt Auray diente als Drehort für die Hafenszenen der Stadt an der Flussmündung
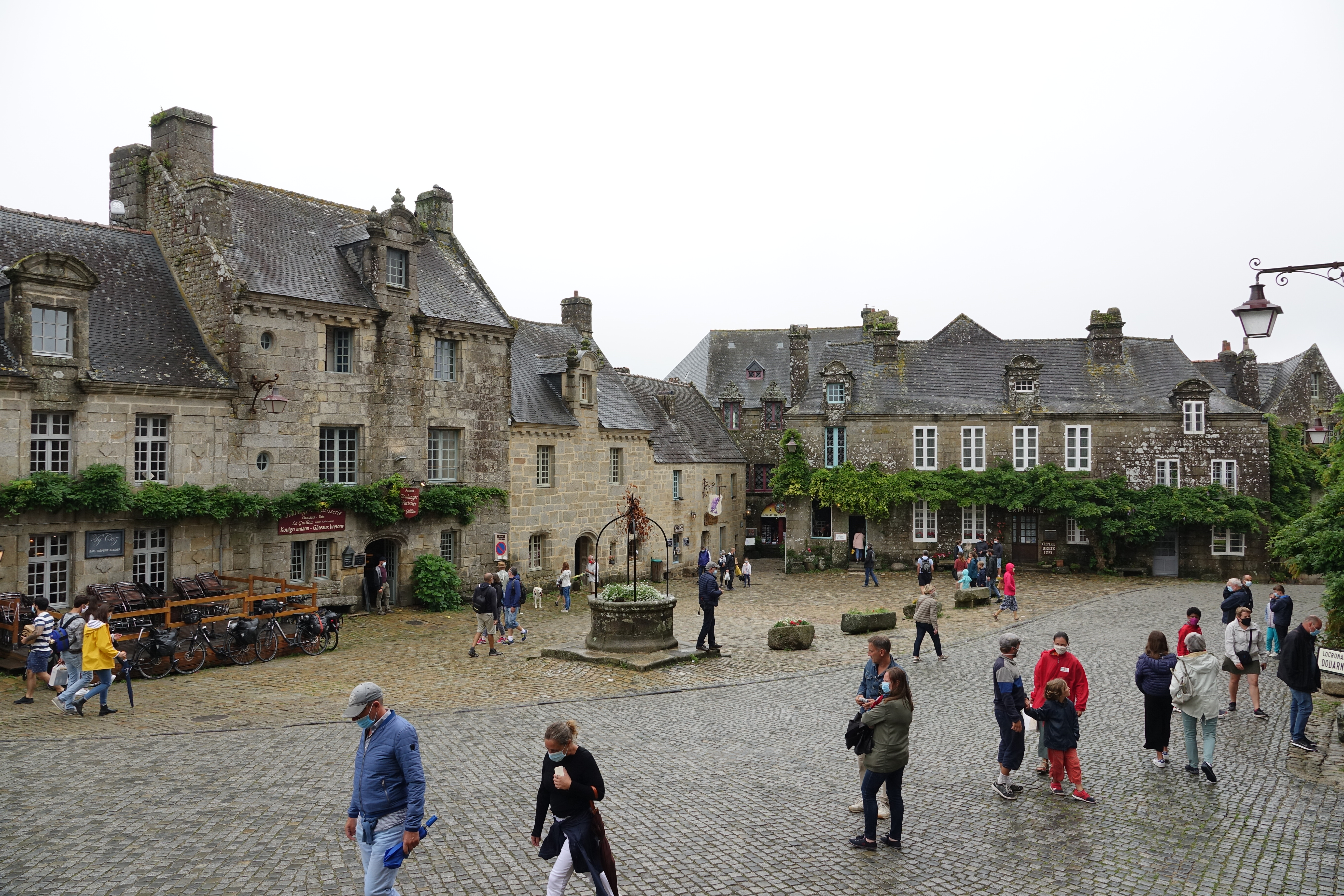
In Locronan entstanden die Marktszenen der Stadt an der Flussmündung
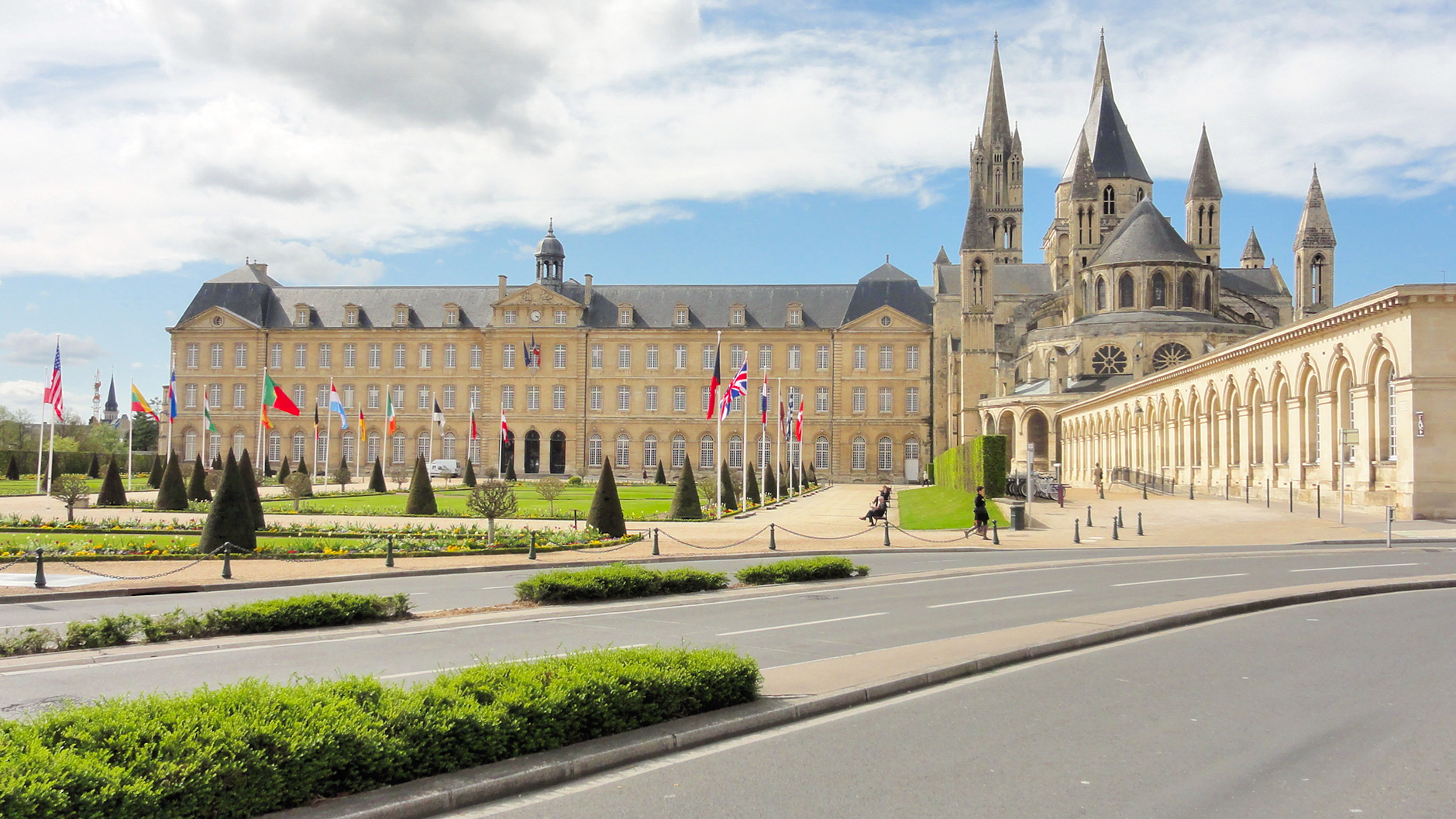
Das Männerkloster (Abbaye aux hommes) in Caen diente als Schloss des Fürsten.
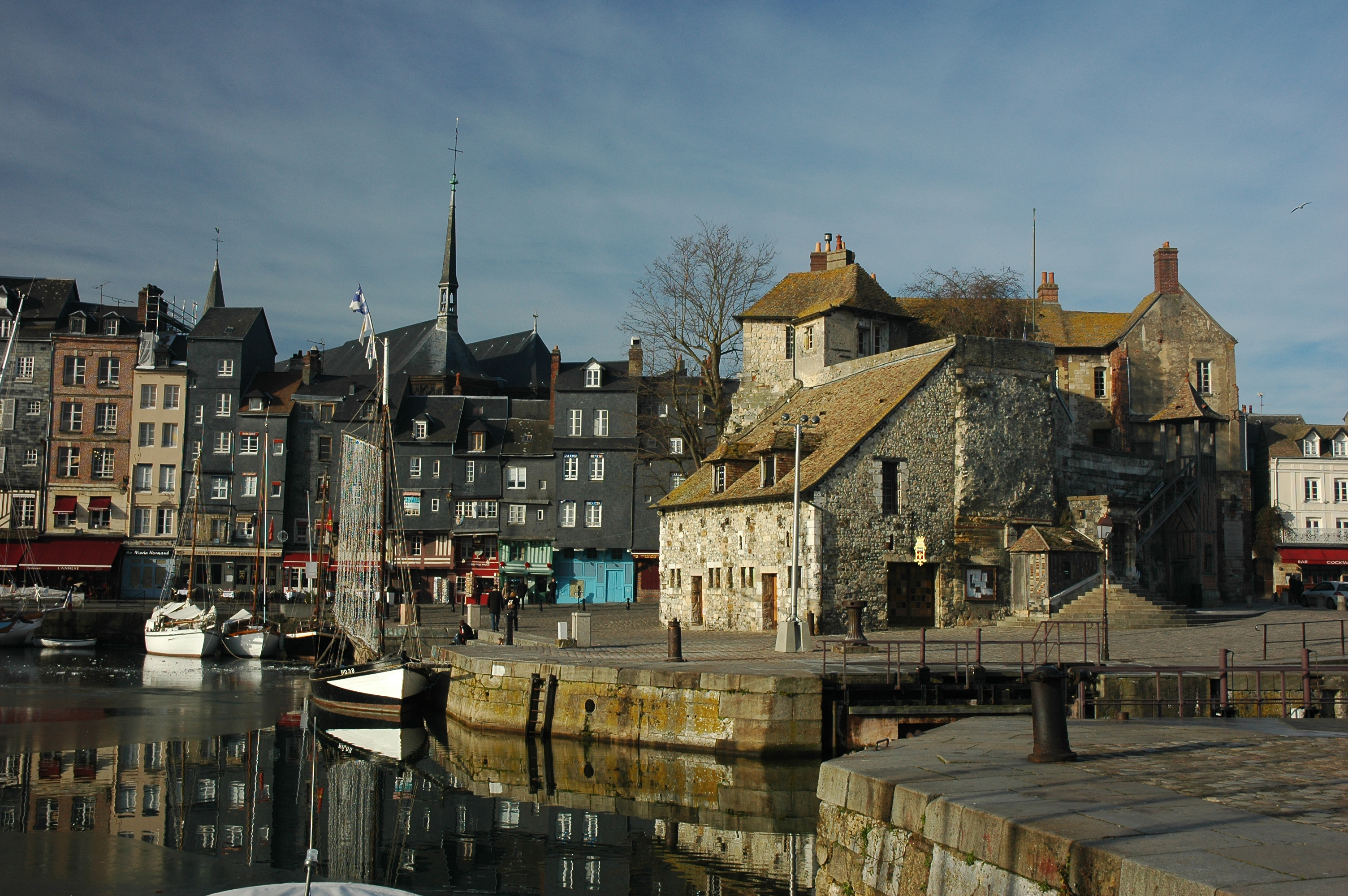
Der Hafen von Honfleur, in dem Japetus und Silas mit dem Schiff entführt werden.

## Auszeichnungen
- 1982: Bambi für Patrick Bach